# Чатари, Йожеф
Йожеф Чатари (венг. Csatári József; 17 декабря 1943, Будапешт — 30 января 2021) — венгерский борец вольного и греко-римского стилей, двукратный бронзовый призёр Олимпийских игр, серебряный призёр чемпионата мира, призёр чемпионатов Европы, 12-кратный (1963, 1965—1975) чемпион Венгрии по вольной борьбе, серебряный призёр чемпионата мира, 6-кратный (1964, 1967, 1969—1972) чемпион Венгрии по греко-римской борьбе.

## Биография
Начал заниматься борьбой в 1958 году в клубе Kinizsi Husos. Вскоре он стал завоёвывать призовые места на молодёжных чемпионатах. В 1963 году завоевал звание чемпиона страны по вольной борьбе и был включен в состав сборной страны, дебютировал на чемпионате мира по греко-римской борьбе, заняв шестое место. В 1964 году стал чемпионом страны по греко-римской борьбе. В 1965 перешёл в клуб «Гонвед» (Будапешт). В 1966 году стал бронзовым призёром чемпионата Европы по вольной борьбе, в 1967 и 1968 годах оставался четвёртым.
Попал в олимпийскую сборную Венгрии на Игры 1968 года, где выступал в соревнованиях по вольной борьбе в полутяжёлом весе и сумел завоевать бронзовую медаль.
В 1969 и 1970 годах на чемпионатах Европы был пятым и четвёртым соответственно. В 1970 году завоевал звание вице-чемпиона мира по греко-римской борьбе; по вольной был только восьмым. В 1971 году принял участие в чемпионатах мира по вольной и греко-римской борьбе, где занял четвёртое и пятое место.
На Олимпийских играх 1972 года выступал в соревнованиях как по греко-римской борьбе (в супертяжёлом весе), так и по вольной борьбе (в тяжёлом весе). В греко-римской борьбе остановился в шаге от подиума, заняв четвёртое месте, а в вольной борьбе завоевал вторую бронзовую награду.
В 1973 году стал серебряным призёром чемпионатом мира и Европы по вольной борьбе; на чемпионате мира боролся также по греко-римской и остался шестым. В 1974 году на чемпионате Европы был шестым.
В 1976 году оставил спортивную карьеру.
Окончил техникум, в 1960-е годы работал на бойне. C 1976 года работал в спортивном обществе «Гонвед». С 1985 года на пенсии по инвалидности.